# Eriopyga lubrica
Eriopyga lubrica är en fjärilsart som beskrevs av Paul Dognin 1914. Eriopyga lubrica ingår i släktet Eriopyga och familjen nattflyn. Inga underarter finns listade i Catalogue of Life.